# Balkansneeuwmuis
De Balkansneeuwmuis of bergmuis (Dinaromys bogdanovi) is een woelmuis die enkel voorkomt in berggebieden in het voormalige Joegoslavië.
De Balkansneeuwmuis heeft een dichte, zijdeachtige vacht die aan de bovenzijde grijsblauw van kleur is, en aan de onderzijde grijzig wit. De staart is vrij lang en dunbehaard. De staart is aan de bovenzijde donkerder van kleur. De voeten zijn wit, en aan de hiel behaard. De achtervoeten zijn opmerkelijk groot, tussen de 22,5 en 26,3 millimeter. Alle tenen hebben klauwen, behalve de "duim", die een kleine, afgeplatte nagel heeft.
De bergmuis wordt 100 tot 152 millimeter lang en ongeveer 65 gram zwaar. De staart is 74 tot 119 millimeter lang, ongeveer 70% van de kop-romplengte.
De Balkansneeuwmuis leeft in het westen van het voormalige Joegoslavië, in Kroatië, Bosnië en Herzegovina, Servië, Montenegro en Noord-Macedonië, en mogelijk ook in Albanië. Ze komen enkel in bergen voor, voornamelijk op rotsachtige hellingen boven de boomgrens, tussen de 600 en de 2000 meter hoogte.
Het is een nachtdier, dat overdag rust in een nest onder stenen of in rotsspleten. Hij leeft voornamelijk van grassen. 's Winters legt de woelmuis voedselvoorraden aan.
Een vrouwtje heeft gemiddeld twee worpen per jaar, in maart en in juni. Na een draagtijd van 28 dagen worden twee à drie jongen geboren.